# 平奧克鎮區 (伊利諾伊州麥迪遜縣)
平奧克鎮區（英語：Pin Oak Township）是位於美國伊利諾伊州麥迪遜縣的一個行政鎮區。

## 地方資料
根據2010年美國人口普查的數據，平奧克鎮區的面積為93.40平方千米，當中陸地面積為92.20平方千米，而水域面積為1.20平方千米。當地共有人口3946人，而人口密度為每平方千米42.25人。